# Kazimierz Moskal
Kazimierz Moskal (Sułkowice, 9 januari 1967) is een voormalig profvoetballer uit Polen, die zijn actieve carrière in 2005 beëindigde bij Górnik Zabrze. Hij stapte later het trainersvak in Wisła Kraków.

## Clubcarrière
Hij speelde als middenvelder voor Wisła Kraków, Lech Poznań, Hapoel Tel Aviv, Maccabi Ironi Ashdod, Hutnik Kraków, Wisła Kraków en Górnik Zabrze.

## Interlandcarrière
Moskal kwam in totaal zes keer (één doelpunt) uit voor de nationale ploeg van Polen in de periode 1990–1994. Hij maakte zijn debuut op 6 mei 1990 in de vriendschappelijke uitwedstrijd tegen Costa Rica die met 2-0 werd gewonnen dankzij treffers van Leszek Pisz en Piotr Nowak. Hij moest in dat duel na 60 minuten plaatsmaken voor Robert Warzycha.
Moskal speelde zijn zesde en laatste interland op 17 mei 1994, toen hij in de 89ste minuut de eindstand op 3-4 bepaalde in het vriendschappelijke duel tegen Oostenrijk in Katowice. Die goal was zijn eerste en enige interlandtreffer.

## Erelijst
Lech Poznań
- Pools landskampioen

1992, 1993
- Poolse Supercup

1992
 Wisła Kraków
- Pools landskampioen

2001, 2003
- Pools bekerwinnaar

2002, 2003
- Poolse Liga beker

2001
- Poolse Supercup

2001